# Новий єврейський цвинтар (Львів)
Новий єврейський цвинтар у Львові — колишній єврейський цвинтар (кладовище) у Львові; нині — частина Янівського цвинтаря.

## Відомості
Відкритий 24 серпня 1855 року, через 2 дні після закриття старого. Він розмістився на Пилихівських пагорбах за Кортумовою Горою поблизу вулиця Янівської (нині — вулиця Шевченка).
1856 року коштом купця Ефраїма Вікселя тут збудували Новоцвинтарну синагогу. 1875 року єврейська громада вибрукувала вулицю Пилихівську (нині вулиця В. Єрошенка), що вела до цвинтаря від вул. Янівської. 25 листопада 1890 року єврейська громада купила у графа Станіслава Скарбека земельну ділянку («ґрунт») для розширення некрополя. Того самого року архітектор Альфред Каменобродський виконав проєкт мурованої огорожі (у неороманському стилі), яка мала оточити цвинтар з боку нинішньої вул. Єрошенка. Огорожу збудували пізніше, донині зберігся її фрагмент. Ліворуч від головного входу на кладовище спорудили адміністративний будинок за проєктом Якуба Соломона Кроха.
1912 року розпочали будівництво передпоховальної синагоги «Бет-Тахара» (Beth Tahara; за іншими даними — каплиці «Бет-Тагора») у стилі модерну (проєкт Романа Фелінського та Єжи Ґродинського). Будівельними роботами керував Міхал Улям.
4 травня 1930 року цвинтар ще розширився, нові поля урочисто посвятив рабин; у 1931—1932 площа некрополя складала 25 моргів. Посередині розташовувалася головна алея, обабіч неї — могили в густих рядах. 9 серпня 1934 року архітектор Норберт Ґлятштайн виконав проєкт огородження цвинтаря.
1962 року у зв'язку з розпуском львівської єврейської громади цвинтар приєднали до Янівського, однак він зберігає власну нумерацію полів.